# Dominic Behan
Dominic Behan, irisch: Doiminic Ó Beacháin (* 22. Oktober 1928 in Dublin; † 3. August 1989 in Glasgow), war einer der bedeutendsten irischen Songwriter des 20. Jahrhunderts, Sänger und Autor.

## Leben
Behan entstammt einer sozial engagierten Dubliner Arbeiterfamilie. Sein Vater Stephen Behan kämpfte im irischen Unabhängigkeitskrieg auf der Seite der Irish Republican Army; sein älterer Bruder Brendan Behan war ein bedeutender Dramatiker. Sein Onkel mütterlicherseits, Peadar Kearney, schrieb mit A Soldier's Song die Vorlage für die irische Nationalhymne. Mit 13 Jahren verließ Behan die Schule, um seinen Vater als Hausanstreicher zu unterstützen.
1937 trat Behan der Jugendorganisation der IRA Fianna Éireann bei, in deren Zeitung Fianna: the Voice of Young Ireland er erste Gedichte und Prosatexte veröffentlichte. 1952 wurde er in Dublin wegen zivilen Ungehorsams verhaftet, nachdem er gegen die Regierung protestierte und ihr Unvermögen kritisierte, die schwierige wirtschaftliche Situation der Bevölkerung in den Griff zu bekommen. Aufgrund dieser und weiterer Proteste, in denen er die Behandlung der Arbeiterklasse in Irland angriff, verbüßte er eine Gefängnisstrafe.
Nach seiner Entlassung heiratete er Josephine Quinn, Tochter eines Schreiners in Glasgow. Die Familie seiner Frau war in der Kommunistischen Partei und anderen linksgerichteten Bewegungen aktiv. Das Paar emigrierte nach England.
Im Alter von 60 Jahren starb Dominic Behan in Glasgow an Bauchspeicheldrüsenkrebs, kurz nach der Veröffentlichung seines Romans The Public World of Parable Jones. Er hinterließ seine Witwe und die beiden Söhne Fintan und Stephen. Seine Asche wurde in den Royal Canal in Dublin nahe seinem Geburtshaus gestreut.

## Schriftsteller und Songwriter
In England schrieb Behan für das Radioprogramm der BBC. Sein 1959 uraufgeführtes Theaterstück Posterity be damned behandelte den irischen Bürgerkrieg von 1922/23. 1961 folgte der autobiographische, von der Kritik gelobte Roman Teems of Time. Mit My brother Brendan erschien 1965 eine Biographie seines jung verstorbenen Bruders. Während der 1960er und 1970er Jahre verfasste Behan mehrere Fernsehstücke für die BBC.
Seine größte Bedeutung erlangte er jedoch als Songwriter. Mit Stücken wie The Patriot Game, McAlpine's Fusilers, Avondale, The Merry Ploughboy oder Liverpool Lou begeisterte er nicht nur Exiliren in
England, sondern trug auch wesentlich zum Irish Folk Revival in den 1950er und 1960er Jahren bei. In seinen Stücken thematisierte Behan seinen inneren Konflikt zwischen dem irischen Unabhängigkeitsstreben einerseits und der Instrumentalisierung der Jugend durch die IRA andererseits. Aus Behans Werk sind über 450 Lieder veröffentlicht.
Das Lied Come out Ye Black and Tans wiederum bezieht sich direkt auf die IRA und den Anglo-Irischen Krieg, in dem sein Vater auf Seiten der IRA kämpfte. Das Stück tendierte so zu einer wichtigen Hymne für spätere republikanische Freiheitsbewegungen in Irland.

## Werke (Auswahl)

### Theaterstücke
- Posterity Be Damned (1959)
- The Folk Singer (1969)
- Tell Dublin I Miss Her (1998)
- Ireland Mother Ireland (1969)

### Bücher
- Teems of Times (1961)
- My Brother Brendan  (1965)
- The Life and Times of Spike Milligan (1987)
- The Public World of Parable Jones (1988)
- The Catacombs (1989)
- Ireland Sings! (1966)
- The Singing Irish (1969)

### Lieder (Auswahl)
- The Auld Triangle
- The Patriot Game
- The Merry Ploughboy
- Come out Ye Black and Tans
- Avondale
- McAlpine's Fusiliers
- Liverpool Lou
- Connolly Will Be There

## Sekundärliteratur
- Brian Behan und Aubrey Dillon-Malone: The Brothers Behan. Ashfield Press, Dublin 1998. ISBN 1901658163